# وزير الصحة
وزير الصحة هو أحد المناصب العليا في الحكومة وهو مسؤول عن جميع الخدمات الطبية والصحية في الدولة والمساعدة على الحفاظ على استقرار الوضع الصحي في البلاد ومحاربة الأوبئة وتأمين الوقاية وتنظيم إنشاء المستشفيات والعيادات والمراكز الطبية حسب احتياجاتها، على المستويين العام والخاص في جميع أنحاء الدولة. يكون مقره وزارة الصحة، ويكون عضواً في مجلس الوزراء.